# Zákaz kouření

Piktogram Zákaz kouření

Zákaz kouření je veřejné nařízení, obsahující právní zákaz, který omezuje kouření na pracovištích a veřejných místech.

## Základní principy
Vědci prokazují, že tabákový kouř je často škodlivý pro kuřáky samotné a pro osoby vystavené pasivnímu kouření. Hlavním důvodem pro zákaz kouření je tedy ochrana lidí před onemocněním srdce, rakovinou a chronickou obstrukční cévní chorobou a dalšími chronickými a akutními nemocemi způsobenými pasivním kouřením. Dalšími důvody pro zákaz kouření je ochrana před požáry (například v prostorách s nebezpečím výbuchu nebo kde je manipulováno s hořlavými látkami), dále čistota (např. na místech kde jsou připravovány léky), snížení právní zodpovědnosti, potenciální snížení spotřeby energie kvůli zvýšené spotřebě energie při klimatizaci a redukce odpadu.
V mnoha zemích je po mnoho let zákaz kouření v uzavřených prostorách začleněn do legislativy.
Zákon pro nekuřácká pracoviště je primárně cílen na redukci předčasného úmrtí, nemocí a postižení způsobených pasivním kouřením. V důsledku toho se redukují výdaje za zdravotní péči, zlepšuje produktivita práce. Pracovní místa v dané oblasti se stávají atraktivnějšími.
Například v Indianě státní agentura pro ekonomický rozvoj stanovila v roce 2006 plán za zvýšení ekonomického růstu, který povzbudí města k zavedení místního nekuřáckého zákona na pracovištích, což bude propagovat růst pracovních míst v dané oblasti.[zdroj?]
Nejvyšší zdravotnický představitel USA Richard Carmona vydal v roce 2003 prohlášení, v němž volal po zákazu kouření v důsledku faktu, že kouření bylo ročně v USA připisováno přibližně 440 000 úmrtí v důsledku různých typů rakoviny, rozedmy plic a dalších nemocí.

## Lékařské a vědecké podklady pro zákazy
Vědci již nalezli vědecký důkaz, že pasivní kouření způsobuje stejné problémy jako přímé kouření včetně rakoviny plic, kardiovaskulárních chorob a respiračních nemocí stejně jako chronickou obstruktivní plicní nemoc, bronchitidu a astma. Specificky meta-analýzou bylo ukázáno na délce života nekuřáka žijícího s partnerem který doma kouří, má 20-30% větší riziko rakoviny plic. A také těm, kteří jsou kouři vystaveni na pracovišti hrozí riziko o 16-19%.
Studie Mezinárodní agentury pro výzkum rakoviny Světové zdravotnické organizace ukazuje, že nekuřáci jsou vystaveni stejným karcinogenním látkám jako aktivní kuřáci. Kouř z cigaret při pasivním kouření obsahuje více než 4000 chemických látek, včetně 69 známých karcinogenních jako je formaldehyd, olovo, arsen, benzen a radioaktivní polonium 210 a několik dobře známých karcinogenů což bylo dokázáno několika výzkumy samotnými tabákovými společnostmi. Tyto karcinogeny jsou při pasivním kouření ve větší koncentraci než při kouření samotném.

### Kvalita ovzduší
Zákaz kouření v barech a restauracích může podstatně zlepšit kvalitu vzduchu v těchto zařízeních. Například jedna studie ze stránek CDC (Centrum pro kontrolu nemocí) uvádí, aby plán státu New York eliminoval kouření na uzavřených pracovištích a veřejných místech značně redukoval úroveň RSP (volně poletující dýchatelné částice) v pohostinských zařízeních západního New Yorku hospitality venues. Úrovně RSP byly redukovány v každém zařízení, kde bylo povoleno kouření před implementací zákona, včetně zařízení, kde bylo pozorováno pasivní kouření z přilehlých místností. Výsledky CDC ukázaly, že byly podobné dalším studiím, které také ukázaly podstatné zlepšení vzduchu v místnostech po zákazech kouření.
Studie z roku 2004 ukazuje, že v barech a restauracích v New Jersey (které ještě nebyly dotčeny zákazem) je úroveň znečištění ovzduší v místnostech devětkrát vyšší než v sousedním New York City, kde zákaz v době studie již platil.
Výzkum také ukázal, že zlepšení kvality vzduchu se odráží na úbytku toxinů v tělech zaměstnanců. Například u zaměstnanců Norských provozoven, v nichž je dodržován zákaz testy ukázaly zlepšenou (sníženou) úroveň nikotinu v moči jak u kuřáckých tak u nekuřáckých pracovníků (při srovnání před začátkem zákazu).

## Historie
Za vlády papeže Urbana VII. byl obsažen světově první známý zákaz kouření na veřejných místech (1590), pohrozil vyloučením z církve každému, kdo „užije tabáku v krytém přístřešku nebo uvnitř kostela. Nezáleželo na tom, zda jej bude žvýkat, kouřit, mít v dýmce nebo požívat nosem ve formě prášku“.
V druhé polovině 20. století, když vznikly výzkumné studie o nebezpečnosti pasivního kouření, tak tabákové společnosti odstartovaly „zdvořilou informační“ kampaň. Ze strachu o ztráty příjmu tento průmysl vytvořil mediální a legislativní program, který se zaměřil na „přizpůsobení“. Byla povzbuzována tolerance a zdvořilost jako cesta k uklidnění zvýšeného napětí mezi kuřáky a lidmi okolo. Státy USA byly povzbuzovány prosadit zákony nařizující oddělené nekuřácké sekce.

### Historie zákazu kouření v USA
Až do té doby byl v USA zákaz kouření aplikován jen v některých městech, státech a okresech. Roku 1975 vydala Minnesota Minnesota Clean Indoor Air Act a stala se prvním státem se zákazem kouření na většině veřejných míst. Restaurace musely mít původně nekuřácké sekce. Bary byly původně vyloučeny z tohoto nařízení.
Kalifornie v roce 1998 nařídila úplný zákaz kouření, který obsahoval i kontroverzní zákaz kouření v barech. Úspěch Kalifornského zákazu povzbudil další státy jako New York, pro implementaci svého vlastního zákona. Zvyšuje se trend, kdy celé státy schvalují zákon o zákazu kouření v různých vnitřních zařízeních a pracovištích, včetně barů, restaurací a sociálních klubů. Nyní existuje 34 států s nějakou formou zákazu kouření na stěnách.

## Kritika zákazů
Zákaz kouření byl kritizován množstvím důvodů.

### Vládní vměšování do osobního života nebo vlastnických práv
Běžným argumentem stojícím proti vládnímu zákazu kouření na veřejnosti je, že jsou porušována práva občanů a vlastníků nemovitostí. Také je někdy argumentováno, že kouření dospělých je osobní životní styl bez obětí. Protichůdným stanoviskem je právo osoby volně dýchat nezakouřený vzduch, jako životní styl.
Přesvědčivější argument pro práva kuřáků vznikne, když vlastník nemovitosti rozhodne, že kouření je povoleno, a nekuřáci jsou je varování. Čím více soukromých zařízení, tím lepší argument; kouření ve vlastním domě je jiné, než na veřejných místech, jako je třeba škola, kde se vyskytují nekuřáci.
Zákaz kouření postihuje na jednu stranu místa přístupná mladistvým (obchody, restaurace, bowlingové kluby a haly bazénů apod.), na druhou stranu i místa mladistvým nepřístupná, jako jsou některé bary a soukromé kluby. Na pracovišti zase může být argumentováno svobodným výběrem pracovního místa a také, že zaměstnanec nemůže svobodně opustit zaměstnání, pokud je kuřákovi povoleno kouřit. Na druhém konci spektra kouřit v soukromých klubech se souhlasem kamarádů při pokeru se může trochu odlišovat od toho, co se dělá ve vlastním domě.
Největší bitva probíhá u obchodů, restaurací a barů. Pokud vlastník bude souhlasit s kouřením, mnoho kuřáků bude argumentovat tím, že nekuřáci tam nemají co dělat.
Někteří nekuřáci si stěžují na chození do míst (zvláště restaurací) které inzerují nekuřácké sekce, ale ty jsou hned vedle kuřáckých, bez fyzického oddělení. Vlastník provozovny může argumentovat svými právy. Proto některé zákony dovolují kouření pouze tehdy, když jsou fyzicky odděleny od nekuřácké sekce a vzduch z kouře se nemůže mísit se vzduchem nekuřáků.
Liberální principy vzdorují expanzi jakéhokoliv vládního nařízení, jakkoliv může být racionálně zdůvodněno.
Oponenti zákazů, jako je umělec Joe Jackson a spisovatel a politický kritik Christopher Hitchens tvrdí, že zákazy jsou zavádějící a puritánské.
Podle právníka Tomáše Kindla je však vystavování druhého účinkům tabákového kouře protiprávní. Kuřák odpovídá za jím produkovaný kouř, ať již v konkrétním místě platí, nebo neplatí zákaz kouření. Působení újmy na zdraví druhého není legální a ani poškozený se svých práv nemůže vzdát (např. "dobrovolným" pobytem v místě, kde neplatí zákaz kouření). Každý má právo na život, na ochranu zdraví a na příznivé životní prostředí. Každý má právo na prostředí bez kouře.

### Ekonomická ztráta
Někdy je argumentováno, že zákaz kouření poškodí provozovatele restaurací, zvláště těch blízko hranic s oblastmi, kde je kouření povoleno, třeba v jiných státech nebo indiánských rezervacích. Nebo argumentují, ať si kuřáci vyberou ulici, kde je to povoleno, nebo vůbec nechodit ven. I když tento faktor může být nabídnut i nekuřákovi, jít na nekuřácké místo nebo provozovnu: i když někteří provozovatelé mohou říkat, že jim šel obchod dolů, naopak zákaz kouření vyvolal v některých restauračních zařízeních nárůst klientely.

### Spory o vědeckém základu zákazů
Někteří kritici se přou o vědecké podložení pro zákaz kouření (viz kouření a pasivní kouření).

### „Zločin bez oběti“
Je argumentováno, že se kuřáci mohou svobodně rozhodnout a ničit si své zdraví, stejným způsobem jsou svobodní vzít si svůj vlastní život. Zákaz kouření by potom vytvářel „zločin bez oběti(politická filosofie)“. Ačkoliv, když tento argument postavíme přímo na skupiny sestavené převážně z dospělých kuřáků, kteří si uvědomují, že dýchají druhotný kouř dalších kuřáků, tato domněnka nebere v úvahu ty skupiny včetně zaměstnanců (kteří nemohou lehce najít práci), zdravotně postižené lidi (kteří si nemohou sami vybrat prostředí k pobytu), těhotné ženy nebo děti tak ani účinky pasivního kouření či nedobrovolného kouření a jiné. Z tohoto důvodu, ve své nejsilnější formě, argumenty „zločinu bez oběti“ platí pouze na zákazy kouření v soukromí, které zřídka bylo dotčeno.
Běžným jevem rámcování problému a argumentace proti zákazu kouření v barech a podobných podnicích jsou vlastnická práva: Pracovníkům a zákazníkům kteří vstupují do soukromého zařízení nebo domácnosti, kde je povoleno kouření je vlastníkem nařízeno trvat na tomto. Některým argumentem tohoto principu je nespojovat jej s pracovníkem. Vlastníci podniků musí dodržovat nařízení k udržení bezpečných podmínek pro zaměstnance a nesmí uzavřít smlouvu se zaměstnancem k obejití tohoto zákona, a také odborová sdružení nesmí ignorovat problém. I když případy poškození zdraví z pasivního kouření u zaměstnanců nebyly zatím právně potvrzeny.[zdroj?] Nejnavrhovanější zákazy kouření jsou tvrdě obhajovány spíše potenciálními zákazníky než zaměstnanci barů a restaurací.[zdroj?]

### Problematika zdravotních výdajů a kouření
Hlavním argumentem proti kuřáckému „zločinu bez oběti“ jsou zdravotní rizika pasivního kouření a nárůst zdravotní péče placené společností. Dalším bodem je, podle předpokladů některých studií, že úplné zastavení kouření může mít za následek nárůst celkového objemu prostředků za zdravotní péči v dlouhodobém horizontu. Tato možnost vychází z faktu, že nekuřáci žijí v průměru déle a budou tedy potřebovat i delší zdravotní péči v průběhu života. Někteří[kdo?] argumentují, že pokud nekuřák žije déle, zaplatí také více na daních, než kuřáci, kteří statisticky onemocní a zemřou dříve. V důsledku kouření často zemřou okolo důchodového věku, čili v době, kdy osoba začíná platit menší daně. Předčasná smrt kuřáka se tedy pravděpodobně ukáže jako úspora za zdravotní péči ve vládní pokladně.[zdroj?] Také si je dobré všimnout, že v mnoha zemích (zvláště v USA a Evropě) daň z tabáku a její výnos znatelně převáží výdaje za zdravotní péči o kuřáky.výnos znatelně převáží výdaje[rozpor] Například ve Spojeném království jsou přibližné náklady za kouření v NHS 1.5 miliardy liber. Naproti tomu přibližný roční výnos z daní přesahuje 14 miliard liber ročně. Podle nejnovějších výpočtů v České republice je výnos z daní za tabákové výrobky 30 miliard korun ročně. Náklady na léčbu nemocí související s kouřením jsou 33 miliard korun ročně, což představuje 3 miliardy korun ročně ztrátu pro státní rozpočet ČR.

### Zákazy mohou kouření přesunout kamkoliv
Zákaz kouření v úřadech a dalších zastřešených veřejných místech mají často za následek, že kuřáci se přesunují ven, velmi často se shromažďují u vstupních partií budov a přesunují tento problém všude možně. Mnoho soudních vykonavatelů, kteří zakázali kouření na veřejných zastřešených místech rozšířilo tento zákaz do určité pevné vzdálenosti od vstupů do budov .
Další vážnou obavou je, že zákaz kouření na veřejných místech může vést k většímu kouření doma, jak tvrdil bývalý britský ministr zdravotnictví John Reid. I když obě instituce House of Commons Health committee a Royal College of Physicians nesouhlasí s tvrzením bývalého britského ministra zdravotnictví.Irská studie, a pozdější nálezy ukazují, že nekuřácké domácnosti narostly z 22% na 37% mezi lety 1996 a 2003.

## Zákaz kouření podle zemí

Protikuřácké zákony ve světě

Většina zemí uplatňuje na kouření nějaký druh zákazu, nejpřísnější zemí s úplným zákazem kouření, nákupu a prodeje tabáku je himálajské království Bhútán. USA nemají žádná národní omezení, ale je zde uplatněno mnoho omezení v jednotlivých státech unie a na místní úrovni. K 10. lednu 2005 bylo de facto zakázáno kouřit v Itálii na všech veřejně dostupných místech. Irsko a Skotsko má úplný zákaz kouření ve všech uzavřených prostorách otevřených veřejnosti. A také zákaz kouření v Anglii na všech veřejných místech vstoupil v platnost 1. července 2007.
V České republice platí od ledna 2006 zákaz kouření na některých veřejných místech jako jsou nemocnice, autobusové a vlakové zastávky, školy, úřady. Dne 9. prosince 2016 Poslanecká sněmovna schválila úplný zákaz kouření (včetně elektronických cigaret) na nástupištích, v restauracích, barech, zoologických zahradách a sportovištích. Zákon č. 65/2017 Sb. následně schválil Senát a podepsal prezident. Zákon vstoupil v platnost dne 31. května 2017.
Roku 2022 Nový Zéland zavedl, že ročníky narození od 2009 nebudou moci kouřit. Tento zákon ale roku 2023 zrušil kvůli rozpočtu.

## Alternativy k zákazům

### Stimuly pro dobrovolné nekuřácké zřízení
Někteří odpůrci zákazu nicméně připouštějí, že na mnoha místech a také v počtu nekuřáckých barů a restaurací se nedostatečně dodržují potřeby občanů, kteří preferují nekuřácké prostředí. Pro povzbuzení vytváření více nekuřáckých podniků tak někteří experti a politici podporují daňové úlevy a další finanční stimuly pro podniky, které budou dodržovat nekuřácká pravidla. Během těchto Washingtonských debat o zákazu kouření ve Washingtonu, DC, navrhl člen zastupitelstva Carol Schwartz návrh zákona , který by nařídil buď úlevu na daních pro provozovatele, kteří by si vybrali zákaz kouření nebo vysoký licenční poplatek pro bary a restaurace, kteří si přejí povolit kouření. Zastánci takových zákonů tvrdí, že by pomohli navýšit možnost výběru pro zákazníky i zaměstnance, kteří preferují nekuřácké bary nebo restaurace bez porušení práv vlastníků podniků. Odpůrci těchto návrhů ale oponují, že úplná ochrana zákazníků a zaměstnanců by byla pouze při úplném zákazu kouření.

### Obchodovatelné povolenky na znečištění z cigaretového a tabákového kouře
Jedním z řešení problému kuřáckých „externích efektů“ podporovaných také některými ekonomy je systém obchodovatelných povolenek na znečištění z cigaretového a tabákového kouře, podobné úspěšným imisním povolenkám na znečištění ovzduší a používané Environmental Protection Agency v posledním desetiletí k omezení jiných typů znečištění. Návrh byl předložen profesory Robertem Havemanem a Johnem Mullahyem z University of Wisconsin-Madison.
Systémy obchodování s imisemi jsou všeobecně podporovány ekonomy jako tržní alternativa k přímé regulaci, protože přináší omezení znečištění za nižší cenu a mohou dovolit redukovat náklady za administrativu. I když tento nápad zatím není aplikovatelný v plném kontextu, nebylo ještě uskutečněno mnoho analýz výdajů a výhod v souvislosti s kouřením.
Obchodovatelné imisní povolenky jsou tržní alternativou k zákazu kouření a mohou být použity následovně: Tvůrci zákonů se rozhodnou pro optimální úroveň kuřáckého nařízení v dané oblasti. Je sečteno celkové množství kuřáckých podniků a vydána jedna imisní povolenka pro každý kuřácký podnik. Povolenky jsou poté prodány v dražbě a podnikům je nařízena povinnost vlastnit povolenku rovnající se jejich kuřáckému osazenstvu pokud si přejí kuřácké zařízení – v podstatě je po nich požadováno vlastnit práva nad čistým ovzduším pro každého jednoho zákazníka předtím, než může někdo kouřit. Zařízení s nevyužitými povolenkami mohou být na otevřeném trhu prodány kuřáckým podnikům.

## Účinky zákazů

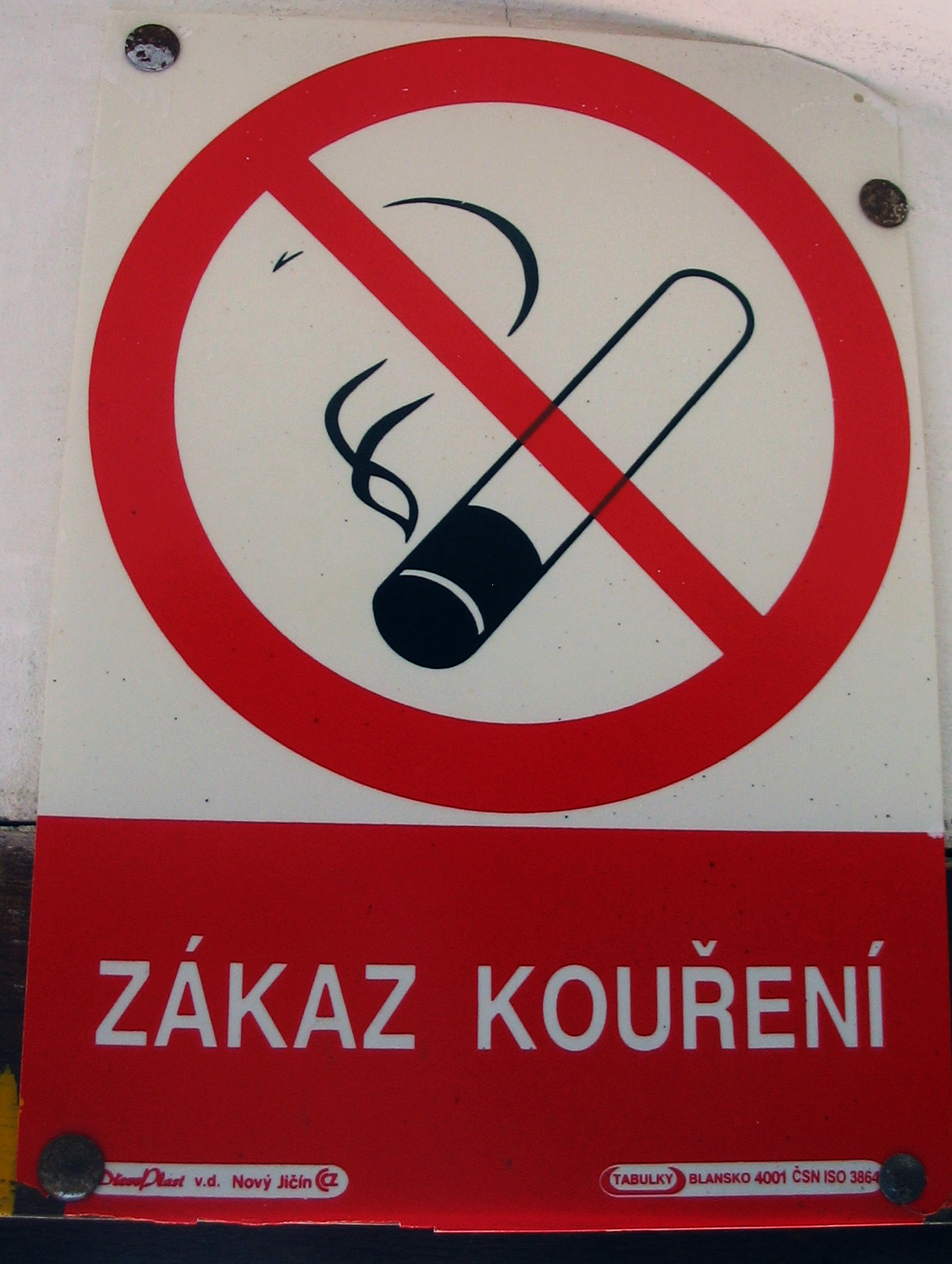
Česká cedule zakazující kouření

### Efekty na zdraví
Za prvních 18 měsíců poté, co Pueblo, Colorado vydalo v roce 2003 zákaz kouření, klesl příjem nemocných se srdečními problémy o 27%. Hospitalizace v okolních městech bez zákazu kouření nevykázaly změny. American Heart Association říká, „Byl zaznamenán pokles počtu hospitalizací kvůli infarktu během jednoho a půl roku po vyhlášení zákazu kouření, což je patrně způsobeno snížením efektů pasivního kouření jako spouštěcího mechanismu pro infarkt.“
Podobné nálezy se začaly objevovat také z jiných míst, kde byl zákaz kouření ustanoven. Vědci z Dundee university nalezli zjevné zlepšení ve zdraví barového personálu za dva měsíce po vyhlášení nařízení o zákazu kouření. U pracovníků barů prováděli funkční test plic a známky zánětů měsíc předtím, než nařízení vešlo v platnost. Znovu byly tyto testy provedeny po dvou měsících po zahájení platnosti. Počet vykazující symptomy spojené s pasívním kouřením klesly z více než 80% na méně než polovinu. Také se omezil obsah nikotinu v krvi a zlepšila se o 10% funkce plic.

### Dopady na použití tabáku
V dokumentu Phillip Morris z roku 1960 Impact of Workplace Restrictions on Consumption and Incidence se sčítají výsledky dlouhodobého výzkumu na dopady zákazu kouření. „Úplný zákaz kouření na pracovištích silně zasáhne obrat v [tabákovém] průmyslu. Kuřáci čelící těmto zákazům spotřebují o 11%-15% méně než je průměr a že skončí s kouřením je asi o 84% vyšší, než je průměr.“

### Dopady na obchody
Ačkoliv jeden z nejběžnějších zdrojů odporu na zákazy vychází z obav provozovatelů, že budou mít finanční ztráty ze ztráty zákazníků, výzkumy nabízí některá uklidnění.
V Irsku přišla hlavní vlna odporu na zákaz od veřejnosti společně s malým počtem provozovatelů hospod. Irský zákaz kouření na pracovištích byl představen s důrazem na ochranu jiných, zejména ochranu pracovníků před pasivním kouřením („druhotný kouř“). Zkrátka a dobře, zákaz kouření byl od jeho zavedení akceptován včetně venkovních částí „zahrádek“ mnoha hospod (zahrnujíce i vyhřívaná místa s přístřešky). Na toto je nyní nahlíženo jako úspěch vlády a běžných občanů a mnoho dalších Evropských vlád uvažuje o podobné legislativě.
Stránka Irského úřadu pro tabákovou kontrolu indikuje, že „Vyhodnocení dat z pohostinského sektoru ukazuje, že se nekonal žádný ekonomicky nepříznivý efekt od zahájení tohoto zákona (od března 2004 platí národní zákaz na kouření v barech, restauracích atd.). Konal se nejviditelnější nárůst zaměstnanců od druhé poloviny roku 2002.“ Tudíž i když se jedná o zemi s relativně vysokým počtem kuřáků, tak zákaz kouření neměl nijak negativní dopad na podnikání v barech nebo restauracích.
V USA kuřáci a pohostinské podniky nejprve argumentovali tím, že budou zákazem kouření trpět. Další restauratéři argumentovali, že zákaz kouření přinese nárůst obědů tam, kde majitelé podniků deklarují, že se jedná o nekuřácké zařízení nebo se snaží odstoupit od kuřáckého zařízení.
Někteří restauratéři argumentují tím, že zákaz kouření jim zvýší poptávku po obědech a hlavních chodech těch lidí, kteří se vyhýbají kuřáckému prostředí a mají tendenci kuřácké zařízení vynechat.
Další spočítali, že i kdyby tato situace nenastala, tak by to snížilo volný čas (bez jídla) strávený v restauracích, maje za následek zvýšení návštěvnosti na jeden stůl, který by vlastně prospěl celkovému obratu. Zkušenosti z Delaware, New Yorku, Kalifornie a Floridy ukázaly, že obchodníci nejsou nijak negativně postiženi a že v mnoha restauracích se naopak zvýšil roční příjem. Na základě Zagatova průzkumu z roku 2004, který se dotazoval téměř 30.000 zákazníků restauračních zařízení v New Yorku, téměř 5 dotazovaných ze šesti řeklo, že nyní jedí v restauracích více často kvůli nekuřácké městské politice. A 2006 US surgeon general review of studies suggests that business may actually improve. Čili výzkumy všeobecně vykazují, že příjmy pohostinských zařízení jsou po vyhlášení nekuřáckých zákonů stabilní (nebo dokonce zlepšené) a mnoho zákazníků oceňuje zlepšení kvality ovzduší.
V roce 2003 New York City upravil svůj antikuřácký zákon pro všechny restaurace a bary včetně těch v privátních klubech a vytvořil jeden z nejpřísnějších v zemi. Městský Zdravotní ústav zjistil ze studie z roku 2004, že úroveň znečištění vzduchu se v barech a restauracích snížila šestinásobně od doby, kdy zákaz kouření vešel v platnost. A také obyvatelé New Yorku hlásí snížení pasivního kouření na pracovištích. Studie také ukázaly, že městské bary a restaurace prosperují i přes zákaz kouření, zvýšil se nárůst pracovních míst, licencí na prodej alkoholu a platba daní. Studie státu New York z roku 2006 přišla s podobnými výsledky.
Naopak v Ontariu mnoho podnikatelů v pohostinských službách investovalo veliké množství prostředků do klimatizovaných místností, ačkoliv tyto byly po několika letech ze zákona zakázány a provozovatelé byli postiženi finančními ztrátami.[zdroj?]

## Kouření na veřejném prostranství

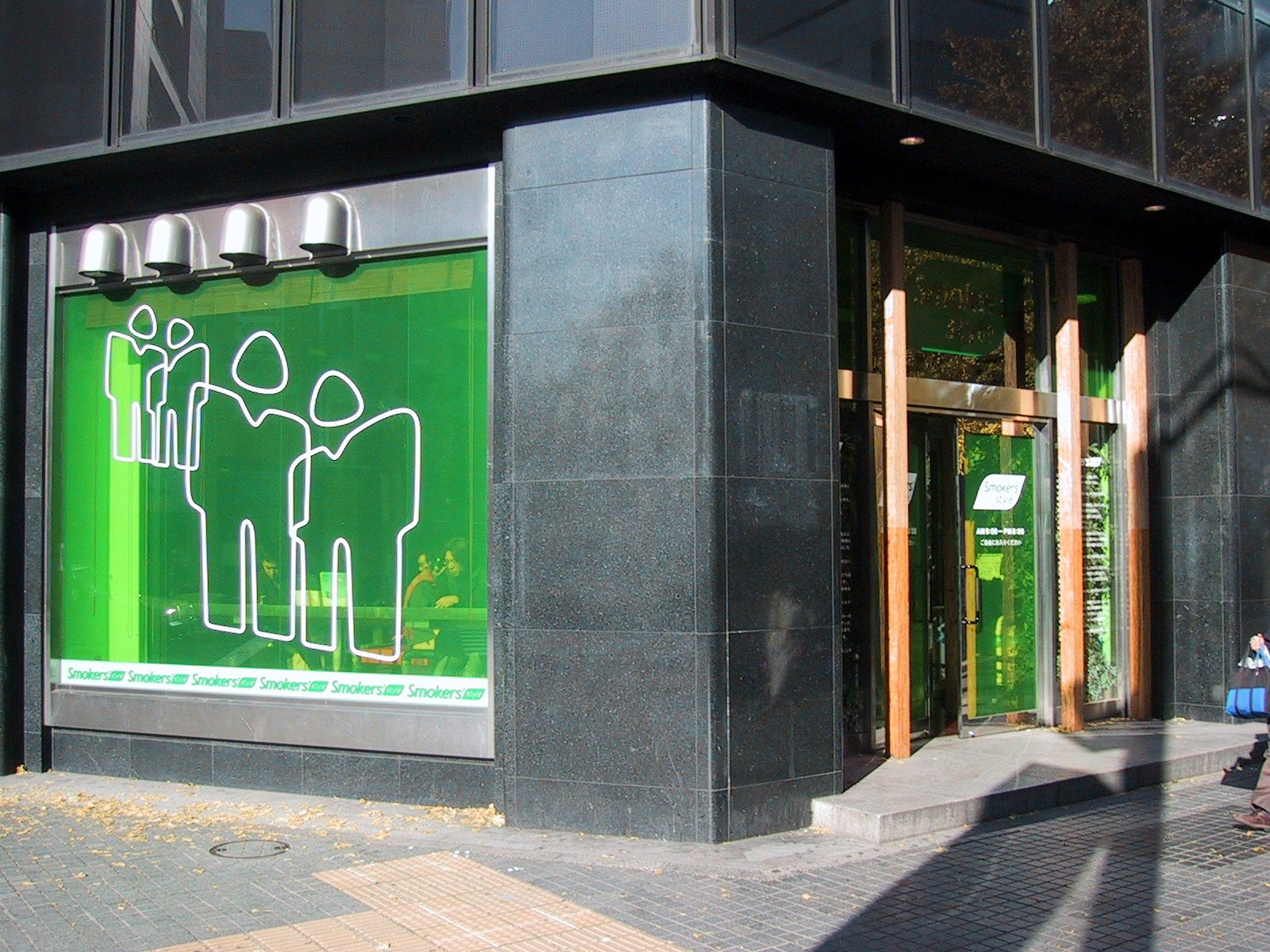
V některých čtvrtích Tokia je na ulicích zakázáno kouřit a proto se kuřáci uchylují do kuřáckých salónků

V některých místech s dlouhou tradicí zákazu kouření v místnostech se zkouší zákazy kouření ve specifickém kontextu na veřejnosti. Tyto již začaly být uplatňovány v některých veřejně dostupných místech vlastněných vládou. Stát Kalifornie, známý jako vedoucí protikuřácké politiky, již[kdy?] také některé zákazy kouření na veřejných prostranstvích ustanovil.
Kouření je již zakázáno v tokijské městské části Šijoda (od října 2002). Hlídky v této čtvrti kontrolují ulice a udělují pokuty ve výši 2000 jenů osobám porušujícím protikuřácký zákon. Podle společnosti Japan Tobacco, Inc., má 60 magistrátů měst, které tvoří více než 10 % japonské populace, nějaký zákaz kouření nebo odrazení občanů od kouření na ulicích. Pouze tři magistráty ale vyměřují pokuty občanům, porušujícím zákaz.